# Henri Agel
Pour les articles homonymes, voir Agel.
Henri Agel (29 août 1911, à Paris - 1er juillet 2008 à Decazeville) est un professeur de cinéma et un critique français.

## Biographie
Agrégé de lettres (1938), il est professeur de cinéma aux universités de Montpellier et de Fribourg en Suisse.
Il débute comme professeur de littérature à Toulouse en 1945, puis au lycée Voltaire, à Paris en 1947. Il y crée en 1948 le cours de préparation à l'IDHEC : Serge Daney, Alain Corneau, Jacques Kébadian, Jacques Doillon, Yves Boisset et Claude Miller figurent parmi ses élèves, de même que Frédéric Vitoux.
Il est considéré comme un maître du savoir classique au lycée Voltaire.
Catholique militant, il se définissait lui-même comme « humaniste et spiritualiste ». François Truffaut lui a amicalement confié un petit rôle dans L'Homme qui aimait les femmes.
En 2000, il s'était installé avec son épouse Geneviève à Decazeville, dans le département de l'Aveyron.

## Revues
Henri Agel a participé à de nombreuses revues éducatives :
- Toulouse-Magazine (vers 1945-1946)
- La Voix des parents (1946-1969)
- Les Études (1957-1964)
- La Revue française

ainsi qu'à de nombreuses revues de cinéma :
- Ciné Magazine (1934)
- Téléciné
- Bulletin de l'IDHEC
- Études cinématographiques (1960-2004)
- Est Ciné-Club (1955)
- Radio Cinéma Télévision
- Cahiers du cinéma
- L'Anthologie du cinéma (1965 - 1983)
- L'Avant-scène cinéma
- Séquences (1957-1964)
- CinémAction

## Publications
- Le cinéma a-t-il une âme ?, Paris, Cerf, 1952 (coll. 7e Art).
- « Activité ou passivité du spectateur », in Étienne Souriau (dir.), L'univers filmique, Paris, Flammarion, 1953.
- Le Cinéma et le sacré, Paris, Cerf, 1953, 2e éd. augm. 1961 (coll. 7e Art).
- Le Prêtre à l'écran, Éditions Téqui, 1953
- Vittorio de Sica, Éditions universitaires, coll. Classiques du cinéma, 1956.
- Esthétique Du Cinéma, Presses Universitaires De France, coll. Que sais-je ? no 751, Paris, 1957.
- Précis d'initiation au cinéma : Classes de 3e, 2e, 1re et classes supérieures (Henri et Geneviève Agel), Éditions de l'École, 1957
- Les Grands Cinéastes, Éditions universitaires, 1960
- Le cinéma de Jean Cocteau, Le Sinep, 1963
- Le Cinéma, Casterman Tournai, Coll. « Synthèses contemporaines », Paris, 1956.
- Jean Grémillon, Bruxelles, 1958 ; Lherminier, 2005
- Frank Borzage (avec Michael Henry), Paris, Anthologie du Cinéma (no 65), supplément à l'Avant-scène du Cinéma no 119 de novembre 1971
- Miroirs de l'insolite, dans le cinéma Français, Coll. 7 Art, Cerf, Paris, 1958.
- Voyage dans le cinéma (Henri et Geneviève Agel), Casterman, 1962
- Robert Flaherty, Seghers, Paris, 1965
- Poétique du Cinéma, Manifeste essentialiste, éditions du Signe, 1973
- Métaphysique du cinéma, Payot, 1976.
- Cinéma et nouvelle naissance, Albin Michel, 1981
- J'aime la vie, Éditions du Cerf, 1983
- Progrès ou déclin du mal dans le monde actuel ?, Dervy, 1985.
- Le Visage du Christ à l'écran, Desclée, 1985
- Un art de la célébration : de Flaherty à Rouch, Cerf, 1987.
- Greta Garbo, Paris, Séguier, 1990
- Pour une mystique du serviteur, L'Âge d'Homme, 1990.
- Exégèse du film, soixante années en cinéma (1934-1994), Aleas Éditeur, Lyon, 1994.
- André Delvaux : de l'inquiétante étrangeté à l'itinéraire initiatique (Henri Agel, Joseph Marty, André Delvaux), Lausanne, L'Âge d'Homme, 1996.
- Le beau ténébreux à l'écran, Paris / Montréal, l'Harmattan, coll. « Champs visuels », 1998, 237 p. (ISBN 2-7384-6127-1, lire en ligne).
- Le beau ténébreux dans la littérature : de Lancelot à Julien Gracq, Liège, Éditions du CEFAL, coll. « Histoire et critique littéraires », 1999, 102 p. (ISBN 2-87130-055-0, lire en ligne).
- De l'Iliade à Malraux : destin et destinée, L'Harmattan, 2000.
- Incertitude une constante de la littérature au cinéma, L'Harmattan, 2000
- Les Copains chez Brassens et chez tous les autres, L'Harmattan, juin 2002.
- André Delvaux, L'Âge d'Homme, 2003.
- Du Spirituel dans le quotidien, L'Harmattan, 2004.
- Romance américaine, Cerf, 2004.
- Voir aussi le prolongement de sa réflexion en équipe dans : Amédée Ayfre, Un cinéma spiritualiste, avec la collaboration de René Prédal, Paris, Cerf, 2004.